# J'ai dit oui à la robe
J'ai dit oui à la robe (Say Yes to the Dress) est une émission de téléréalité américaine diffusée depuis 2007 sur la chaîne de télévision TLC. En France, l'émission est diffusée sur Vivolta et Chérie 25. 

## Émission
Une émission qui aide les jeunes mariées à trouver leur robes de mariage.

### Concept
L'émission se déroule dans le magasin de vente de robes de mariée Kleinfeld Bridal, considéré comme le plus grand de Manhattan, situé à hauteur de la 20e rue et de la 6e avenue du borough de Manhattan, à New York. L'émission suit la vie du magasin, et plus précisément le déroulement des rendez-vous de trois familles ou groupe de clients désirant faire l'acquisition d'une robe. 
Partant d'un budget donné pouvant varier de 1 300 à 40 000 dollars américains, et des envies plus ou moins précises exprimées par le client, le personnel du magasin met tout en œuvre pour proposer une robe seyante à la future mariée et remportant l'unanimité de l'ensemble des personnes accompagnant celle-ci, généralement des membres de la famille, proches et amis. Il est fréquent que le client ne soit pas originaire de New York, et qu'il ait fait le voyage spécialement pour se rendre chez Kleinfeld.
L'émission montre notamment la recherche, parfois laborieuse, de la robe par le personnel, les essayages de la future mariée, et les réactions des divers membres de la famille présents lors de l'arrivée de la future mariée vêtue de la robe. 
Le final a lieu lorsque chacun des membres présents dit « yes » à la robe. Il se peut cependant que la session se termine sur un échec.

### Participants
Les participants réguliers de l'émission sont les membres du personnel du magasin. On compte parmi ceux-ci :
- Mara Urshel, propriétaire du magasin,
- Randy Fenoli, directeur artistique du magasin.

## Diffusion
L'émission est diffusée aux États-Unis et au Canada depuis le 12 octobre 2007 sur la chaîne de télévision TLC.

## Émissions dérivées
L'émission a été l'objet de plusieurs émissions fondées sur le même concept. Les émissions dérivées sont :
- Say Yes to the Dress: Atlanta, se déroulant dans le magasin Bridals by Lori à Atlanta, diffusée depuis juillet 2010 sur TLC ;
- Say Yes to the Dress: Big Bliss, dédiée aux femmes rondes et corpulentes, se déroulant dans le magasin new-yorkais, celui-ci ayant tout une gamme de robes grande taille ; elle est diffusée depuis septembre 2010 sur TLC ;
- Say Yes to the Dress: Randy Knows Best, diffusée depuis avril 2011 sur TLC ;
- Randy To The Rescue, diffusée depuis juin 2012 sur TLC.